# Lewis Holtby
Lewis Harry Holtby [həʊltbɪ] (* 18. September 1990 in Erkelenz) ist ein deutscher Fußballspieler, der auch die britische Staatsbürgerschaft besitzt. Ausgebildet bei Borussia Mönchengladbach und Alemannia Aachen, debütierte er im Alter von 17 Jahren für die Aachener in der 2. Bundesliga. Anschließend folgten Stationen beim FC Schalke 04, dem VfL Bochum und dem 1. FSV Mainz 05 in der Bundesliga, ehe der Sohn eines britischen Vaters für die Tottenham Hotspur und den FC Fulham in der Premier League auflief. Nach fünf Jahren beim Hamburger SV in der Bundesliga und 2. Bundesliga spielte der Mittelfeldspieler knapp zwei Jahre für die Blackburn Rovers in der EFL Championship, ehe er im August 2021 in das deutsche Unterhaus zurückkehrte und sich Holstein Kiel anschloss, mit deren Mannschaft er im Mai 2024 in die Bundesliga aufstieg. Zudem war Holtby in diversen Nachwuchsmannschaften des DFB aktiv. Für die A-Nationalmannschaft absolvierte Holtby zwischen 2010 und 2012 unter Joachim Löw drei Länderspiele.

## Kindheit und Familie
Holtbys Mutter ist Deutsche, sein Vater Brite, der als Soldat in Deutschland stationiert war. Durch ihn wurde Holtby auch Anhänger des FC Everton. Neben der deutschen besitzt er die britische Staatsbürgerschaft. Sein jüngerer Bruder Joshua (* 1996) ist ebenfalls Fußballspieler und spielte neben eineinhalb Jahren in der zweiten niederländischen Liga zumeist in der viertklassigen Regionalliga West.

## Vereine
Holtby spielte bis 2004 in der Jugend von Sparta Gerderath und Borussia Mönchengladbach. Dort wurde er aufgrund vermeintlicher körperlicher Defizite aussortiert und wechselte anschließend zu Alemannia Aachen.

### Anfänge bei Alemannia Aachen
Interimstrainer Jörg Schmadtke berief den 17-Jährigen erstmals am 16. Spieltag der Saison 2007/08 in den Profikader und Holtby kam nach seiner Einwechslung in der 80. Minute beim 2:2 gegen den FC St. Pauli zu seinem ersten Zweitligaeinsatz. Außerdem ermöglichten ihm die Schulferien, dass er am 25. Spieltag gegen den SC Freiburg mit den Profis von Alemannia Aachen in den Breisgau reiste. Er verfolgte das Spiel aber lediglich von der Tribüne. Am 18. Mai 2008, dem letzten Spieltag der Saison 2007/08, nahm Trainer Jürgen Seeberger ihn im Spiel gegen die TuS Koblenz in die Startelf und ließ ihn durchspielen.
Obwohl er noch zum jüngeren Jahrgang der A-Jugend zählte, bestritt er am 15. März 2008 sein erstes Spiel für Aachen II in der Oberliga Nordrhein. Fortan gehörte er dauerhaft dem Kader der Amateure an.
Im Verlauf der Saison 2008/09 etablierte Holtby sich in der Profi-Mannschaft der Alemannia, in der er mit einigen guten Spielen und Torvorlagen auf sich aufmerksam machte. Am 5. Dezember 2008 erzielte Holtby im Spiel gegen den TSV 1860 München sein erstes Zweitligator und am 15. Februar 2009 gegen den 1. FC Nürnberg erstmals zwei Tore in einem Spiel. In jener Partie wurde er auch von Scouts anderer Klubs beobachtet, die daraufhin ihr Interesse bekundeten. Zu den Interessenten gehörten auch Bundesligisten und ausländische Klubs.

### FC Schalke 04 und Leihstationen

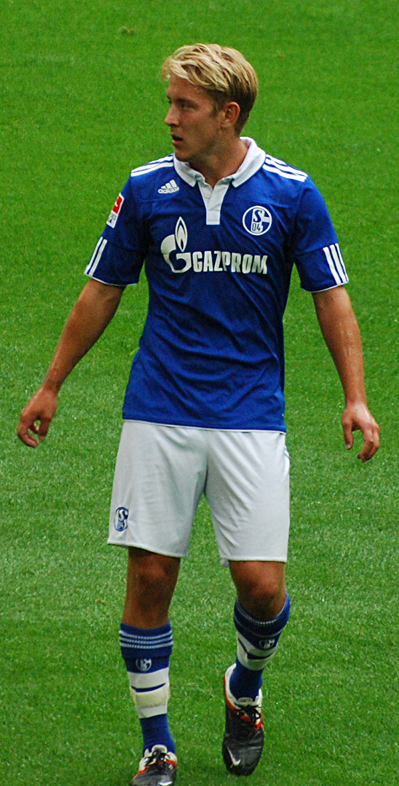
Lewis Holtby im Trikot des FC Schalke 04 in der Saison 2011/12

Zur Saison 2009/10 wechselte Holtby zum Bundesligisten FC Schalke 04. Sein erstes Bundesligaspiel bestritt er am ersten Spieltag beim 1. FC Nürnberg.
In der Winterpause der Saison 2009/10 wurde Holtby für eineinhalb Jahre bis zum 30. Juni 2011 an den VfL Bochum ausgeliehen. Für Bochum erzielte er am 13. März 2010 im Spiel gegen Borussia Dortmund sein erstes Tor in der Bundesliga. Nach dem Abstieg Bochums am Ende der Saison endete Holtbys Leihvertrag vorzeitig.
Für die Saison 2010/11 wurde er an den Bundesligisten 1. FSV Mainz 05 ausgeliehen. In seinem ersten Pflichtspiel für den Verein erzielte er beide Tore im DFB-Pokalspiel gegen den Berliner AK 07 am 15. August 2010. Bei den Mainzern wurde er Stammspieler und Leistungsträger. Zeitweise war er auch mit dieser Mannschaft Tabellenführer. Er kam auf insgesamt 30 Bundesligaeinsätze, erzielte dabei vier Tore und schloss die Bundesligasaison auf Platz 5 ab. Diese Tabellenplatzierung war auch gleichbedeutend mit der Qualifikation für die dritte Qualifikationsrunde zur UEFA Europa League. Gemeinsam mit André Schürrle und Ádám Szalai wurden sie als „Bruchweg-Boys“ bekannt, da sie ihre Tore immer mit einem Torjubel feierten, der einer Band glich.
Nach Ende des Leihvertrages kehrte Holtby zur Saison 2011/12 zum FC Schalke 04 zurück. Holtby lief in dieser Saison, in der Schalke 04 am Ende den dritten Tabellenplatz belegte, insgesamt 27-mal auf. Hierbei erzielte Holtby sechs Tore. In der Europa League spielte Holtby neunmal.
Seinen am Saisonende 2012/13 auslaufenden Vertrag mit Schalke 04 verlängerte Holtby nicht.

### Premier League

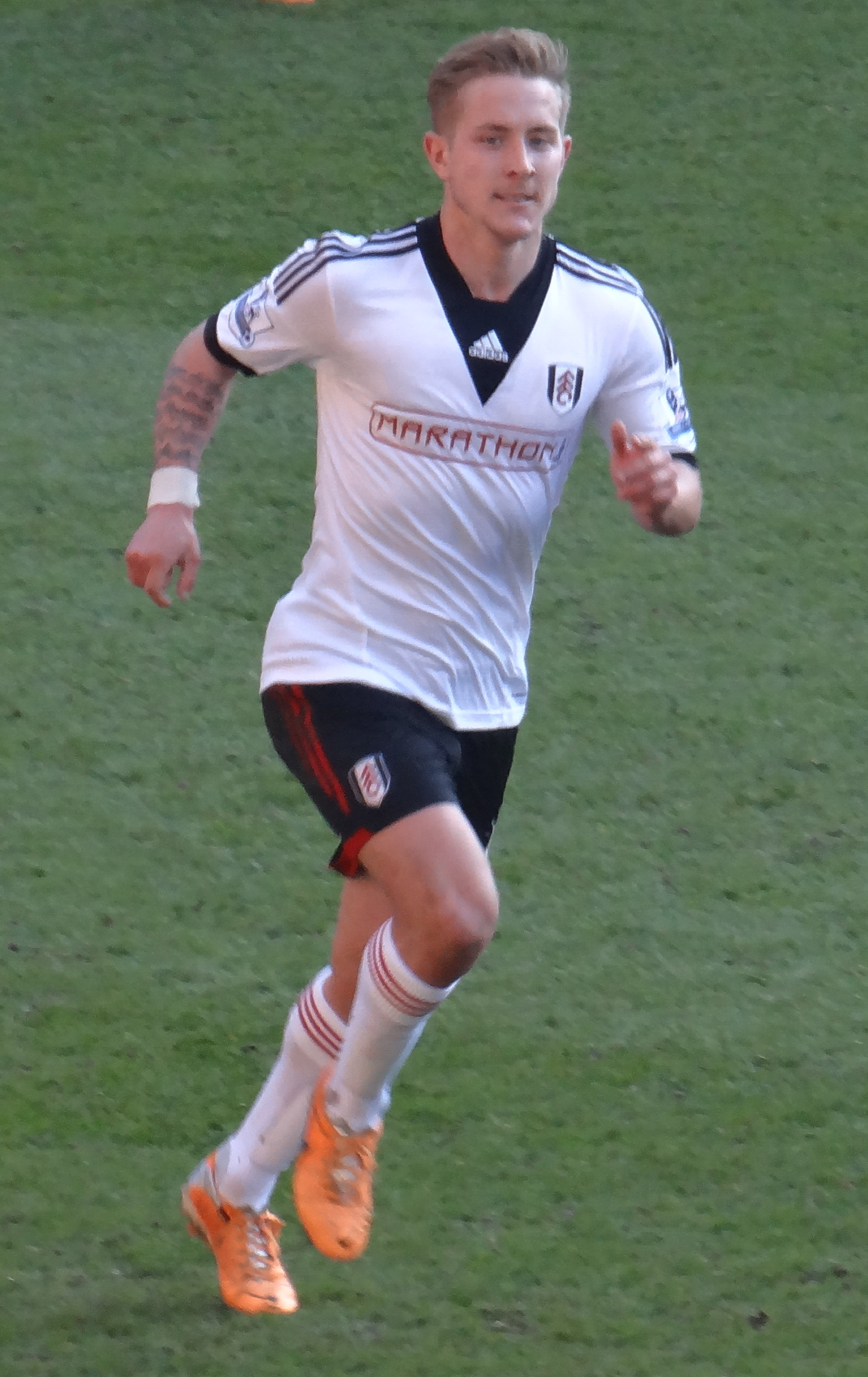
Holtby beim FC Fulham (2014)

Am 4. Januar 2013 gab der Premier-League-Club Tottenham Hotspur die Verpflichtung Holtbys zum 1. Juli 2013 bekannt. Am 28. Januar 2013 einigten sich beide Vereine auf einen sofortigen Transfer. Zwei Tage nach dem Wechsel gab Holtby am 30. Januar 2013 im Spiel bei Norwich City sein Debüt für seinen neuen Verein. Seinen ersten Startelfeinsatz hatte er beim Heimspiel gegen Newcastle United am 9. Februar 2013.
Am 31. Januar 2014 wechselte Holtby bis zum Ende der Saison 2013/14 auf Leihbasis zum FC Fulham. Nach dessen Abstieg in die zweite englische Liga kehrte er zunächst zu den Spurs zurück.

### Hamburger SV
Am 1. September 2014 wechselte Holtby zunächst bis zum Ende der Saison 2014/15 auf Leihbasis zurück in die Bundesliga zum Hamburger SV. Gemäß einer Klausel wurde Holtby bereits nach drei Einsätzen nach dem 5. Spieltag fest verpflichtet und mit einem Vertrag bis zum 30. Juni 2018 ausgestattet.
Im Trainingslager des HSV in Dubai brach er sich in einem Testspiel gegen Eintracht Frankfurt das Schlüsselbein und stand dem HSV für über zwei Monate und damit zum Rückrundenbeginn nicht zur Verfügung. Bei der Auswärtsniederlage gegen die TSG 1899 Hoffenheim am 14. März 2015 gab Holtby sein Comeback.
Unter Bruno Labbadia zählte Holtby in der Saison 2015/16 zum Stammpersonal. Er kam in allen 34 Bundesligaspielen in der Startelf zum Einsatz und erzielte drei Tore. Auch in der Saison 2016/17 war er unter Labbadia und Markus Gisdol mit 29 Einsätzen Stammspieler. In der 2017/18 wurde Holtby von Gisdol aussortiert und kam vom zehnten bis einschließlich des 18. Spieltags zu keinem Einsatz. Auch in den sieben Spielen unter Gisdols Nachfolger Bernd Hollerbach kam Holtby zu keinem Einsatz. Vor dem 27. Spieltag übernahm Christian Titz die Mannschaft, unter dem Holtby bereits Privattraining genommen hatte und zu dem er einen freundschaftlichen Kontakt pflegt. In den letzten acht Spielen kam Holtby jeweils in der Startelf zum Einsatz und erzielte fünf Tore. Der HSV konnte unter Titz den Abstand auf den Relegationsplatz zwar von sieben auf zwei Punkte verkleinern, stieg am 12. Mai 2018 jedoch erstmals aus der Bundesliga ab. Für seine Leistungen in der Rückrunde wurde Holtby vom Kicker-Sportmagazin in der Rangliste des deutschen Fußballs für den Sommer 2018 auf der Position „Mittelfeld offensiv“ im „weiteren Kreis“ geführt.
Trotz des Abstiegs in die 2. Bundesliga verlängerte Holtby seinen auslaufenden Vertrag für die Saison 2018/19. Anfangs unter Titz noch Stammspieler gehörte er unter dem neuen Trainer Hannes Wolf, der die Mannschaft Ende Oktober 2018 übernommen hatte, nicht mehr zum Stammpersonal. Im März 2019 gab der Verein bekannt, dass man Holtby kein erneutes Vertragsangebot unterbreiten werde. Vor dem 31. Spieltag bat Holtby Trainer Wolf darum, nicht mit zum Auswärtsspiel gegen den direkten Aufstiegskonkurrenten 1. FC Union Berlin fahren zu müssen, nachdem er im Abschlusstraining nicht in der Startelf trainiert hatte. Dies sprach er auch vor der Mannschaft aus. Kurz darauf revidierte Holtby seine Aussage bei Wolf und gestand seinen Fehler ein, wurde aber dennoch bis zu seinem Vertragsende aus dem Kader gestrichen und zum Training in die zweite Mannschaft versetzt. Holtby absolvierte in seinem letzten Jahr beim HSV 26 Zweitligaspiele, in denen er vier Treffer erzielte. Insgesamt spielte er in fünf Jahren unter sieben Trainern in 127 Ligaspielen, in denen er 14 Tore erzielte.
2018 unterschrieb Lewis Holtby eine lebenslange HSV-Mitgliedschaft (Lebenslanges Mitglied Nummer 8).

### Rückkehr nach England
Seit Ende Juli 2019 hielt sich Holtby unter Christian Titz beim Regionalligisten Rot-Weiss Essen fit. Am 19. September 2019 schloss er sich den Blackburn Rovers an. Er unterschrieb beim englischen Zweitligisten einen Vertrag mit einer Laufzeit bis zum 30. Juni 2021. In der Saison 2019/20 kam der Mittelfeldspieler auf 27 Ligaeinsätze, stand 16-mal in der Startelf und erzielte 3 Tore. In der Saison 2020/21 folgten erneut 27 Einsätze (20-mal von Beginn). Anschließend verließ der 30-Jährige den Verein mit seinem Vertragsende.

### Holstein Kiel
Vor dem 4. Spieltag der Saison 2021/22 kehrte Holtby in die 2. Bundesliga zurück und schloss sich Holstein Kiel an. Er unterschrieb beim Vorjahresdritten, der zu diesem Zeitpunkt noch ohne Punktgewinn auf dem letzten Platz stand, einen Vertrag mit einer Laufzeit bis zum 30. Juni 2023. 2023 verlängerte er zunächst bis zum 30. Juni 2024, dann bis zum 30. Juni 2025. Im Mai 2024 stieg er mit Holstein Kiel in die Bundesliga auf. Am 9. März 2025 gab er bekannt, seinen im Sommer auslaufenden Vertrag mit den Kielern nicht zu verlängern.

### NAC Breda
Im August 2025 unterschrieb er einen Vertrag bis 30. Juni 2027 beim niederländischen Erstligisten NAC Breda.

## Nationalmannschaft
Nationaltrainer Heiko Herrlich berief Holtby im Mai 2008 erstmals in den Kader der U-18-Nationalmannschaft des DFB. Am 11. August 2009 debütierte er für die deutsche U-21-Auswahl beim Lobanovskiy-Pokal in der Ukraine gegen die Türkei.
Am 5. September 2009 machte er gegen Südafrika sein erstes Spiel in der deutschen U-20-Nationalmannschaft, mit der er an der Junioren-WM 2009 teilnahm.
Am 7. September 2010 erzielte er mit der U-21 gegen Nordirland im Rahmen der EM-Qualifikation zwei Tore.
Da Holtby als Sohn eines Engländers auch die britische Staatsbürgerschaft besitzt, bestand bis zu seinem A-Pflichtländerspieldebüt auch die Möglichkeit, für den englischen Verband zu spielen. In einem Interview im aktuellen Sportstudio bekräftigte er aber, im Falle einer Berufung für die A-Nationalmannschaft für die deutsche Mannschaft auflaufen zu wollen. Am 10. November 2010 wurde er gemeinsam mit seinem damaligen Mannschaftskameraden André Schürrle erstmals für den Kader des A-Länderspiels am 17. November gegen Schweden nominiert und stand dort in der Startelf. Am 7. Juni 2011 gab Holtby im EM-Qualifikationsspiel gegen Aserbaidschan sein Pflichtländerspieldebüt für die deutsche A-Nationalmannschaft und ist damit nur noch für den DFB spielberechtigt.
Nachdem er für eineinhalb Jahre nicht berücksichtigt worden war, wurde er nach Absagen einiger Spieler für das Spiel am 14. November 2012 in Amsterdam gegen die Niederlande für die A-Nationalelf nachnominiert.

## Erfolge
- Deutscher Supercupsieger: 2011 (FC Schalke 04)
- Aufstieg in die Bundesliga: 2024 (Holstein Kiel)

## Auszeichnungen
- Am 9. September 2009 erhielt Holtby in Hannover in der Altersklasse U-19 die Fritz-Walter-Medaille in Gold.
- Aufnahme in das Allstar-Team der U-21-Fußball-Europameisterschaft 2013